# Volcano (альбом Jungle)
Volcano — четвёртый студийный альбом британской электронной группы Jungle, вышедший 11 августа 2023 года на лейблах Caiola Records и AWAL.
Ему предшествовали синглы «Candle Flame», «Dominoes», «I’ve Been in Love» и «Back on 74». Альбом включает в себя совместные работы с Erick the Architect, Channel Tres, Roots Manuva, Mood Talk и Bas. Одновременно группа выпустила одноимённый полнометражный фильм для членов своего фан-клуба. В поддержку альбома в течение 2023 года группа провела концертные туры в Европе и Северной Америке, а в 2024 году — в Австралии.

## Об альбоме
Группа писала альбом во время тура, посвященного предыдущему альбому Loving in Stereo (2021), и начала записывать его в арендованной квартире Airbnb в Лос-Анджелесе, а затем вернулась в студию «Studio B» в Metropolis Studios в Лондоне. Джош Ллойд назвал его «самой честной записью [группы]», сказав при этом: «У нас всегда был соул и любовь к соул-музыке, поэтому мы всегда были немного более ориентированы на песни. Новая пластинка — просто продолжение этого пути». Ллойд также заявил, что музыка Jungle «сейчас находится в том месте, где она звучит более свободно и нестандартно, чем когда-либо», а «энергия» на Volcano «очень быстрая и взрывная и не такая спокойная».

## Отзывы
| Совокупная оценка    | Совокупная оценка |
| Источник             | Оценка            |
| -------------------- | ----------------- |
| Metacritic           | 81/100            |
| Оценки критиков      |                   |
| Источник             | Оценка            |
| Clash                | 8/10              |
| DIY                  | [ 13 ]            |
| Far Out              | [ 14 ]            |
| The Guardian         | [ 15 ]            |
| The Line of Best Fit | 8/10              |
| The Independent      | [ 17 ]            |
| The Standard         | [ 18 ]            |
| NME                  | [ 19 ]            |

Volcano получил 81 балл из 100 на агрегаторе рецензий Metacritic на основе восьми отзывах критиков, что свидетельствует о «всеобщем признании». Робин Мюррей из Clash заявил, что «временами душевную привлекательность Jungle стоит поставить в один ряд с группой Sault, и это не значит, что это подвиг», назвав его «сфокусированным, единым возвращением», которое «снимает шляпу перед некоторыми высшими влияниями, позволяя Jungle в то же время расширяться и развиваться». Эд Лоусон из журнала DIY счёл его «скорее легким бопом, чем летним разгромом, но, тем не менее, чрезвычайно богатым и теплым по звучанию». Рецензируя альбом для The Line of Best Fit, Эд Лоусон охарактеризовал его как «эклектичную смесь диско, соула и постоянно прогрессирующих вкраплений хип-хопа», которая «исследует совершенно новую сферу жанров, эпох и музыкальных стилей» и «ставит Jungle на пик их самого прогрессивного звучания».
Томас Смит из NME написал, что в альбоме «жанры, сцены и звуки сплетаются в единое целое и расходятся, как тошнотворно-сладкий коктейль в туманный счастливый час в разгар лета», но что «нерешительность» дуэта в том, чтобы дать своей аудитории узнать о себе больше, «делает что-то вроде диссонанса по отношению к соул-музыке, которой они поклоняются и которую поднимают отсюда». Mojo отметил, что альбом «продолжает с того места, где остановился альбом 2021 года Loving in Stereo», а Uncut подчеркнул, что «в результате они сохраняют высокий уровень энергии, демонстрируя при этом более богатую музыкальную палитру и более отточенное чувство потока».

## Список композиций
| №                   | Название                                                    | Автор(ы)                                                 | Длительность |
| ------------------- | ----------------------------------------------------------- | -------------------------------------------------------- | ------------ |
| 1.                  | «Us Against the World»                                      | Josh Lloyd Thomas McFarland Lydia Kitto                  | 3:27         |
| 2.                  | «Holding On»                                                | Lloyd Kitto Declan Lennon                                | 3:16         |
| 3.                  | «Candle Flame» (при участии Erick the Architect)            | Lloyd McFarland Erick Elliott Kitto                      | 2:54         |
| 4.                  | «Dominoes»                                                  | Lloyd McFarland Kitto Dave Linden Ben Raleigh            | 2:57         |
| 5.                  | «I've Been in Love» (при участии Channel Tres)              | Lloyd Kitto Sheldon Young                                | 2:49         |
| 6.                  | «Back on 74»                                                | Lloyd McFarland Kitto                                    | 3:29         |
| 7.                  | «You Ain't No Celebrity» (при участи Roots Manuva)          | Lloyd Kitto Rodney Smith                                 | 2:33         |
| 8.                  | «Coming Back»                                               | Lloyd Kitto                                              | 3:21         |
| 9.                  | «Don't Play» (при участии Mood Talk)                        | Lloyd McFarland Larry H. Jordan Kitto Jamie Lloyd-Taylor | 3:46         |
| 10.                 | «Every Night»                                               | Lloyd McFarland Kitto                                    | 3:05         |
| 11.                 | «Problemz»                                                  | Lloyd McFarland Kitto                                    | 3:04         |
| 12.                 | «Good at Breaking Hearts» (при участии Jnr Williams & 33.3) | Lloyd Kitto Jnr Williams                                 | 3:33         |
| 13.                 | «Palm Trees»                                                | Lloyd McFarland Kitto                                    | 3:19         |
| 14.                 | «Pretty Little Thing» (при участии Bas)                     | Lloyd McFarland Abbas Hamad Kitto                        | 3:01         |
| Общая длительность: | Общая длительность:                                         | Общая длительность:                                      | 44:34        |

## Участники записи
Jungle
- Josh Lloyd — звукозапись, аудиосведение (все треки); вокал (1-8, 10, 13), бас-гитара (1, 2, 5-8, 10-14), программирование ударных (1-4, 6-8, 10-14), синтезаторы (1, 2, 4, 7-14), орган (1, 2, 10, 11, 13), гитара (5, 10); ударные, клавишные, перкуссия (5); дизайн
- Tom McFarland — дополнителное продюсирование (все треки), вокал (1, 6), синтезаторы (1, 6, 10), орган (1, 10), колокольчики (6), гитара (14)

Другие музыканты
- Lydia Kitto — вокал (все треки), флейта (1, 8, 11, 12), бас-гитара (2, 3), синтезаторы (2, 6, 11-13), орган (2, 11, 13), барабаны (2), гитара (3, 6, 11-13), перкуссия (5, 12), клавишные (5), фортепиано (14)
- Will Fry — конга, перкуссия (1, 10, 13)
- Declan Lennon — бас-гитара, синтезаторы, орган (2)
- Erick the Architect[англ.] — вокал (3)
- Channel Tres[англ.] — вокал (5)
- Roots Manuva[англ.] — вокал (7)
- Rosie Danvers — струнная аражировка (11)
- Wired Strings (Wired Strings состоит из виолончелистки Rosie Danvers, альтистки Miles Brett и скрипачей Zara Benyounes, Stephanie Cavey, Hayley Pomfrett, Sarah Sexton, Elle Stanford и Jenny Sacha) — струнные (11)
- Jnr Williams — вокал (12)
- Bas — вокал (14)

Технический персонал
- Mood Talk — продюсирование (9)
- Lydia Kitto — дополнительное продюсирование
- Matt Colton[англ.] — сведение
- Harpaal Sanghera — ассистент звукоинженера

Визуализация
- James Moruzzi — дизайн

## Чарты
| Чарт (2023—2024)                             | Высшая позиция |
| -------------------------------------------- | -------------- |
| Австралия (ARIA)                             | 22             |
| Бельгия/Фландрия (Ultratop)                  | 25             |
| Бельгия/Валлония (Ultratop)                  | 108            |
| Нидерланды (Album Top 100)                   | 42             |
| Франция (SNEP)                               | 56             |
| Германия (Offizielle Top 100)                | 19             |
| Ирландия (IRMA)                              | 60             |
| Литва (AGATA)                                | 5              |
| Новая Зеландия (RMNZ)                        | 30             |
| Португалия (AFP)                             | 18             |
| Шотландия (Scottish Albums Chart)            | 4              |
| Испания (PROMUSICAE)                         | 38             |
| Швейцария (Schweizer Hitparade)              | 8              |
| Великобритания (UK Albums Chart)             | 3              |
| Великобритания (UK Independent Albums Chart) | 2              |
| США (Billboard 200)                          | 165            |
| США (Billboard Independent Albums)           | 26             |
| США (Billboard Top Alternative Albums)       | 17             |
| США (Billboard Dance/Electronic Albums)      | 4              |

## Сертификации
| Регион                                                                      | Сертификация | Продажи |
| --------------------------------------------------------------------------- | ------------ | ------- |
| Дания (IFPI Danmark)                                                        | Золотой      | 10 000  |
| Новая Зеландия (RMNZ)                                                       | Золотой      | 7500    |
| Великобритания (BPI)                                                        | Серебряный   | 60 000  |
| Данные о продажах + прослушиваниях приведены только на основе сертификации. |              |         |